# Гегард Мусаси
Гегард Мусаси (роден на 1 август 1985 г.) е нидерландец от ирански произход, който е ММА боец и бивш кикбоксьор.

## Кариера
Състезава се в Белатор MMA, където е двукратен и настоящ шампион на в средна категория. Към 29 март 2021 г. той е номер 3 в класацията на Белатор ММА в класацията независима от тегловата категория. Той също така е бившият шампион на DREAM в полутежка категория, бивш шампион на DREAM в средна категория, бивш шампион на Cage Warriors в средна категория и бивш шампион в полутежка категория на Strikeforce, което прави Мусаси общо шесткратен световен шампион по ММА. Към момента на напускането му от UFC през юли 2017 г. той е №4 в официалната ранглиста на UFC в средна категория, а към 2021 г. е класиран на 3-то място в в средна категория като ММА боец и на 9-о място независимо от теглото според Fight Matrix (независима ММА класация).